# Coração tubular
O coração tubular ou tubo cardíaco primitivo é a fase inicial de desenvolvimento do coração. É constituído pelo seio venoso, aurícula primitiva, ventrículo primitivo, bulbo arterial e tronco arterial.